# Eitel Frederik I van Hohenzollern-Hechingen
Eitel Frederik I van Hohenzollern-Hechingen ook bekend als Eitel Frederik IV van Hohenzollern en bijgenaamd de Prachtige (Sigmaringen, 7 september 1545 - Hechingen, 16 januari 1605) was van 1576 de eerste graaf van Hohenzollern-Hechingen. Hij behoorde tot het huis Hohenzollern en stichtte de linie Hohenzollern-Hechingen van deze dynastie.

## Levensloop
Eitel Frederik was de oudst overlevende zoon van graaf Karel I van Hohenzollern en Anna van Baden, dochter van markgraaf Ernst I van Baden-Durlach.
Na het overlijden van zijn vader in 1576 kwam het tot een verdeling van het graafschap Hohenzollern tussen Eitel Frederik en zijn broers Karel II en Christoffel: Eitel Frederik kreeg Hohenzollern-Hechingen, Karel II kreeg Hohenzollern-Sigmaringen en Christoffel kreeg Hohenzollern-Haigerloch. Het graafschap Hohenzollern-Hechingen bestond uit de stad Hechingen en de kloosters van Rangendingen, Sankt Luzen en Stetten.
Eitel Frederik reorganiseerde de administratie van zijn graafschap, die zijn voorgangers hadden verwaarloosd, en voerde een streng jacht- en boswet in die tot meerdere opstanden leidde. Hij vestigde zijn residentie in de stad Hechingen, waar hij een kasteel in Renaissancestijl liet bouwen. Samen met zijn tweede echtgenote stichtte hij in 1585 het franciscanenklooster Sint-Lucas nabij Hechingen. Ook startte hij nog verdere bouwwerken in Hechingen, waaronder de kloosterkerk van Sankt Luzen, een ziekenhuis en een dom. Zijn residentie werd een centrum van kunst en muziekzorg, wat hem de bijnaam de Prachtige opleverde.
In januari 1605 stierf hij op 59-jarige leeftijd, waarna hij werd begraven in de kloosterkerk van Sankt Luzen. 

## Huwelijken en nakomelingen
Op 22 juni 1568 huwde Eitel Frederik met zijn eerste echtgenote Veronica (overleden in 1573), dochter van graaf Karel I van Ortenburg. Dit huwelijk bleef echter kinderloos.
Op 14 november 1574 hertrouwde hij in Meßkirch met zijn tweede echtgenote Sibylla (1558-1599), dochter van graaf Froben Christoffel van Zimmern. Ze kregen vier kinderen:
- Ernst (1575), jong gestorven
- Johan George (1577-1623), graaf en vorst van Hohenzollern-Hechingen
- Maximiliana (1580-1633)
- Johanna (1581-1634), huwde in 1602 met vorst Johan van Hohenzollern-Sigmaringen

Op 1 maart 1601 huwde Eitel Frederik met zijn derde echtgenote Johanna (overleden in 1633), dochter van graaf Filips II van Eberstein. Dit huwelijk bleef kinderloos.